# 高倉健
高倉 健（たかくら けん、英︰Ken Takakura、1931年〈昭和6年〉2月16日 - 2014年〈平成26年〉11月10日）は、日本の俳優・歌手。本名は小田 剛一（おだ たけいち）（または小田敏政）、だが晩年は親族に剛一郎（ごういちろう）と名乗った。高倉プロモーション所属。
福岡県中間市出身。1998年に紫綬褒章、2006年に文化功労者、2013年には文化勲章を受章した。

## 生涯

### 俳優になるまで
1931年2月16日（月曜日）、筑豊炭田にある福岡県中間市 の裕福な一家に生まれる。4人きょうだいの次男で、上2人は息子、下2人が娘であった。父の小田敏郎は旧日本海軍の軍人で、戦艦「比叡」乗り組みなどを経て 炭鉱夫の取りまとめ役(労務管理者)などをしていた。母の小田タカノは教員だった。幼少期の高倉は、肺を病み、虚弱だった。太平洋戦争の終戦を迎えた中学生の時、アメリカ合衆国の文化に触れ、中でもボクシングと英語に興味を持った。学校に掛け合ってボクシング部を作り、夢中になって打ち込み、戦績は6勝1敗だった。英語は小倉の米軍司令官の息子と友達になり、週末に遊びに行く中で覚え、高校時代にはESS部を創設して英語力に磨きをかけた。旧制東筑中学、福岡県立東筑高等学校全日制課程商業科を経て、貿易商を目指し1949年明治大学商学部商学科へ進学。在学中は相撲と縁の深かった父親のすすめもあり、相撲部のマネージャーを1年間務めていた。
大学卒業後の1955年に大学時代の知人のつてで、当時、美空ひばりが所属していた新芸プロのマネージャーになるため喫茶店で面接を受けたが、居合わせた東映東京撮影所の所長で映画プロデューサー・マキノ光雄にスカウトされ、東映ニューフェイス第2期生として東映へ入社。マキノ雅弘は「高倉は山本麟一と同じ、高倉の明大の先輩で東映のプロデューサーだった光川仁朗の口利きで東映入りした」と話している。同期には今井健二、丘さとみ、岡田敏子、五味龍太郎らがいた。高倉は東映に入社してしばらくの間、東日貿易の社長・久保正雄の家に居候した。

### スターへの道のり
ニューフェイスは映画デビューまでに俳優座演技研究所で6か月の基礎レッスン、さらに東映の撮影所でエキストラ出演など6か月の修行を経験することが決められていたが、俳優座研究所では「他の人の邪魔になるから見学していてください」と云われる落ちこぼれだったという。しかし採用から1か月半で主役デビューが決定、その際にマキノの知人から「高倉健」と芸名をつけられる。本人はシナリオに書かれてあった主人公の役名「忍勇作」が気に入り、「これを芸名に」と希望したが却下され、嫌々ながらの芸名デビューともなった。演技経験も皆無で、親族に有名人や映画関係者がいるわけでもない無名の新人だったが、翌1956年の映画『電光空手打ち』で主役デビュー。元々俳優を目指していた訳ではなかったことから、初めて顔にドーランを塗り、化粧をした自分を鏡で見た時、情けなくて涙が止まらなかったという。
アクション映画、喜劇、刑事物、青春物、戦争映画、文芸作品、ミステリ映画など、幅広く現代劇映画に主演・助演して、東映の期待は大きかったが、その後の作品はどれも当たらなかった。片岡千恵蔵、中村錦之助、美空ひばりの映画などにも助演していた。当時の東映の看板スターである美空の主演シリーズ『べらんめえ芸者』の2作目から出演するが、芝居の硬さが目立ち、見え隠れする暗い陰や低音の声もあいまって、派手さや洗練さに欠ける地味で暗い雰囲気が漂った。粋さが求められるひばりの相手役には違和感があり、ひばりも高倉と組まされ続けることに納得していなかったが。日活出身の井上梅次が監督した『暗黒街最後の日』などの、ギャング映画にも出演しだした。
1963年の『人生劇場 飛車角』で、高倉は準主役で出演。高倉は本作で任侠映画スターとしての足掛かりをつかむが、1964年の『日本侠客伝』では降板した中村錦之助に代わり、高倉は主役となる。高倉の寡黙な立ち姿と眼力が東映任侠路線でその威力を発揮した。スターであることを宿命づけられた高倉は以降、無口で禁欲的で任侠道を貫く男という像を壊さぬよう真の映画スターとしての生き方を貫いた。自らを厳しく律して酒を飲まず、筋力トレーニングを続けていた。
これ以降、仁侠映画を中心に活躍。耐えに耐えた末、最後は自ら死地に赴くやくざ役を好演し、ストイックなイメージを確立した。1964年から始まる『日本侠客伝シリーズ』、1965年から始まる『網走番外地』シリーズ、『昭和残侠伝シリーズ』などに出演し東映の看板スターとなる。
『網走番外地』シリーズの主題歌（同タイトル）は、のちに歌詞の一部が反社会的であるとの理由で一時は放送禁止歌になったが公称200万枚を売り上げ、1966年には『昭和残侠伝』シリーズの主題歌『唐獅子牡丹』も大ヒットし、今も、カラオケなどで歌い継がれている。
70年安保をめぐる混乱という当時の社会情勢を背景に、「鍛えられた体の背筋をピンと伸ばし、寡黙であり、不条理な仕打ちに耐え、言い訳をせずに筋を通し、ついには復讐を果たす」という高倉演じる主人公は、サラリーマンや学生運動に身を投じる学生を含め、当時の男性に熱狂的な支持を集め、オールナイト興行にまでファンが溢れ、立ち見が出たほどであった。他のスターとは一線を画した印象を示したことが、大ヒットシリーズ連発の一因であったが、本人は年間10本以上にも及ぶ当時のハードな制作スケジュール、毎回繰り返される同じようなストーリー展開という中で心身ともに疲弊し、気持ちが入らず不本意な芝居も多かったという。そうした中で、何度か自ら映画館に足を運んだ際、通路まで満員になった観客がスクリーンに向かって喝采し、映画が終わると主人公に自分を投影させて、人が変わったように出ていくさまを目の当たりにし、強い衝撃を受けたという。これについて「これ、何なのかな……と思ったことあるよ。わかりません、僕には。なんでこんなに熱狂するのかな、というのは。だからとっても（映画というのは）怖いメディアだよね。明らかに観終わった後は、人が違ってるもんね。」と、当時の様子を客観視し語っている。当時の風貌は、劇画『ゴルゴ13』の主人公・デューク東郷のモデルにもなり、同作の実写映画版への出演は、原作者のさいとう・たかをたっての要望であったという。
60年代半ばの東映による任侠映画ワンパターン量産体勢は高倉を疲弊させ、結果的に気持ちが入らない不本意な演技が見られるようになった。高倉がそれでも「定番」を演じ続けたのは、劇場で目の当たりにした観客の反応があったからである。

### 独立
映画『カミカゼ野郎 真昼の決斗』（1966年、にんじんプロダクション / 國光影業） を皮切りに、ハリウッド映画や東映以外の作品に出演する一方、1970年「ヤクザ映画にも出演し続けるが、好きな映画を作る自由も認めてほしい」と、東映社長・大川博の了承をもらい、高倉プロを設立する。しかし翌1971年8月17日（火曜日）に大川が死去。社長が岡田茂に代わり、特例は認めないと反故にされた。
この間、1970年1月21日（水曜日）に自宅が全焼する。
1972年11月、高倉の海外旅行が「高倉健 蒸発」「仕事を放り出して蒸発することで、高倉プロを認めさせる最後の手段に出た」と報道された。帰国した高倉は「僕はそんな手段を使って、会社とやり合うようなケチな根性は持ってない」と説明したものの、1973年には『仁義なき戦い』がヒットすると、東映は実録路線に変更したため、「このまま東映にいたら、ヤクザ役しかできなくなる」という危機感も加わり、東映作品の出演を拒みだすようになってしまう。そんな矢先に当時海外で流行中だったパニック映画に触発され東映が企画していた大作『新幹線大爆破』の台本を手にする。本作の企画の面白さに高倉は新幹線に爆弾を取り付ける犯人グループの主犯・沖田哲男役を希望し本作の主演を務めることとなる。高倉がこれまで演じてきた役柄とは大きく異なるキャラクターではあったが、従来のイメージを一新するステップアップ作となり、また海外にも輸出され本作はヨーロッパで空前の大ヒット作となる。その後、高倉は1976年に東映を退社、本数契約となった。出たら俳優を続けることはできないかもしれないと引退覚悟の決断であった。
フリー転向後、同年の映画『君よ憤怒の河を渉れ』（永田プロ / 大映）にて主演。10年以上、出演し続けた仁侠映画のイメージから脱却した。1977年には『八甲田山』、『幸福の黄色いハンカチ』の2作品に出演し、第1回日本アカデミー賞の最優秀主演男優賞と、第20回ブルーリボン賞の主演男優賞のダブル受賞に輝いた。これ以後も数々の作品に出演し、合計4度の日本アカデミー賞の最優秀主演男優賞、2度のブルーリボン賞の主演男優賞に輝いている。これと前後してアメリカ映画や中国映画などの海外作品にも出演しており、1998年には紫綬褒章を受章した。一方でテレビドラマへの出演は1977年の初主演作『あにき』をはじめ、5作品である。その出演理由も「故郷にいる母親に、テレビで毎週自分の顔を見て安心して欲しいから」というものである。CMにも数多く出演しているが、富士通のパソコンFMVのCMでは『幸福の黄色いハンカチ』で夫婦を演じた倍賞千恵子と再び夫婦役で共演、コミカルな演技を見せた。1989年7月19日に母親の小田タカノが死去するが、『あ・うん』の撮影中だった高倉は、スタッフの葬儀参加のすすめを断り、そのまま映画撮影に参加し続けた。
1994年前後にハリウッド映画『ブラック・レイン』で一緒に仕事をしていたヤン・デ・ボンがハリウッド版『GODZILLA』の監督に就任した際に劇中に登場する日本人科学者役を高倉にオファーし快諾、ハリウッドに渡米してスクリーンテスト撮影を行い日本のメディアでも報じられるなど出演する準備を整えていた。しかし当時の制作会社だったトライスター ピクチャーズが制作予算の懸念からヤン・デ・ボンを監督から降ろしたため、高倉も出演を取りやめている。
2000年に発表された『キネマ旬報』の「20世紀の映画スター・男優編」で日本男優の4位、同号の「読者が選んだ20世紀の映画スター男優」では第2位になった。
2006年4月2日の『世界遺産』（TBS）で初めてナレーションを務めた。

### 晩年

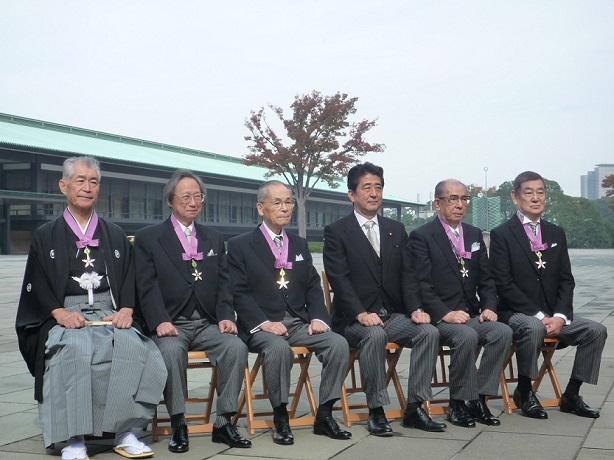
平成25年度文化勲章親授式（右端が高倉）2013年11月3日（日曜日）

2006年4月19日（水曜日）に北京電影学院の客員教授に就任。同年11月6日（月曜日）に行われた天皇・皇后主催の文化勲章受章者・文化功労者を招いたお茶会に出席。
2012年8月、前作『単騎、千里を走る。』から6年ぶり、205本目の主演作品となる映画『あなたへ』で銀幕復帰。11月27日、本作により「第37回報知映画賞」主演男優賞を受賞した。高倉の同映画賞での受賞は1977年に『八甲田山』、『幸福の黄色いハンカチ』で主演男優賞を受賞して以来、35年ぶりである。本作では12月6日に発表された「第25回日刊スポーツ映画大賞・石原裕次郎賞」でも主演男優賞を受賞。作品は石原裕次郎賞を受賞した。2013年1月22日に発表された日本アカデミー賞優秀主演男優賞にも選出されたが、「若い人に譲りたい」との理由で、辞退した。受賞辞退は2002年の『ホタル』以来2度目となる。10月10日には「五十有余年におよぶ活躍と、孤高の精神を貫き、独自の境地を示す映画俳優としての存在感」により、第60回 菊池寛賞に選出された。授賞式は欠席し、代理人を通じて「思いがけない受賞で驚いています。非常に光栄です。ありがとうございます」とのコメントを寄せた。
2013年10月25日（金曜日）、政府は高倉を含む5人に文化勲章を授与することを決定。11月3日、皇居で親授式が行われた。親授式後の記者会見で高倉は、「日本人に生まれて本当によかったと、今日思いました」と述べている。また、この受章については親授式前の10月にも、「今後も、この国に生まれて良かったと思える人物像を演じられるよう、人生を愛する心、感動する心を養い続けたいと思います。」とのコメントを発表している。
主演となる次回作の映画『風に吹かれて』の準備をしていたが、2014年11月10日（月曜日）午前3時49分、悪性リンパ腫のため東京都内の病院で死去。5年ほど前に前立腺癌で手術を受けて寛解したものの、その定期検査で悪性リンパ腫が発見されて療養していた。「入院中の姿を見せたくない」と親しい関係者だけにしか知らせておらず、容体が急変して意識不明になったのは亡くなる数日前で安らかな笑顔で旅立っていた。満83歳没。高倉の遺志により近親者によって密葬が執り行われ、終わった同月18日に高倉プロモーションから「往く道は精進にして、忍びて終わり悔いなし」の言葉が添えられたFAXでその死が発表された。

### 没後
高倉の訃報を受け、各界から追悼が寄せられた。
芸能界では東映ニューフェイスの後輩で長年交遊し、共演してきた千葉真一が「日本の映画界にとって、そしてわたくしにとって大変大事な方の訃報に今でも信じられない気持ちです。人生においても俳優としても唯一尊敬し続けた方でした」と話し絶句した。高倉が出演した『あゝ同期の桜』（1967年）でメガホンをとった中島貞夫は「役作りに執念を持ち、役と一体になりきる人だった。存在をすべてかけて映画を撮っていた希有な俳優だった」と振り返り、『あにき』の脚本を手がけた倉本聰は「あれだけ健康に留意していた健さんが私より先に亡くなるなんて。自分より年下でも、相手が板前さんでもタクシー運転手でも駅員さんでも、きちんと立ち止まって礼をする人だった」と沈痛な様子で語り惜しんだ。『南極物語』で共演した渡瀬恒彦は「東映に入社して45年、私にとってずっと『親方』の様な存在でした。突然のことで、只々言葉もありません」と偉大なる先輩の死を悼んだ。遺作となった『あなたへ』（2012年）で共演した浅野忠信はTwitterで「ご冥福をお祈りします。本当に悲しいです。ありがとうございました」、『あ・うん』（1989年）で共演以来、公私ともに付き合いがあった板東英二は「つい一週間前に健さんの事務所に直接お伺いし、お手紙を預けてきた所でした。いつもご丁寧な方がお返事が来ずに不思議だと思っていましたが、驚きで声も出ません」と突然の訃報を驚いた。高倉の新たなイメージを作った『新幹線大爆破』（1975年）をはじめ、複数の高倉主演映画の演出を担当した佐藤純彌は「時代を背負ったスターと共に仕事が出来たことは幸せでした。決して死なないような気がして訃報を聞いた時は、ひとつの時代が終わったことを実感しました」と希代のスターをしのんだ。『捨て身のならず者』など高倉の数々の出演作のメガホンを執り、遺作となった『あなたへ』を演出、幻となった次回作もタッグを組む予定だった降旗康男は「残念の一語に尽きる」とそのひと言に万感の思いを込めた。
スポーツ界からは親交のあった長嶋茂雄が「彼から教わったことは多かった」と追悼の辞を発表。政界では石原慎太郎が「最後のビッグスターだった。名声が長くもった希有な人だった」と悼む。
文化大革命直後の1979年に『君よ憤怒の河を渉れ』が公開された中華人民共和国では、日本で高倉の死去が報じられると、中国中央電視台『新聞聯播』を始め、地方テレビ局もニュース番組で一斉に報じたほか、同日夜には、中国中央電視台は25分に渡り特集を組んだ。中華人民共和国外交部報道局の洪磊報道官は18日の定例記者会見で「高倉健先生は中国人民だれもが良く知る日本の芸術家であり、中日の文化交流の促進に重要かつ積極的に貢献した。われわれは哀悼の意を表す」と談話を出した。
11月19日には、歌手として『唐獅子牡丹』などのヒット曲を放った功績が評価され、高倉に2014年度の第56回日本レコード大賞特別栄誉賞が贈られることが発表された が、所属事務所の意向により辞退したことが、12月17日に発表された。
12月発表の『キネマ旬報』による『オールタイム・ベスト 日本映画男優・女優』では日本男優4位となった。
2016年、高倉の記録映画『健さん』が第40回モントリオール世界映画祭ワールドドキュメンタリー部門で最優秀作品賞を受賞。
2017年3月18日（土曜日）、光明寺（鎌倉市）境内に墓碑が建立される。墓碑の高さは180cmと高倉の身長と同じにしており、墓碑にある段状の意匠は高倉の映画人生の節目となる年、映画作品数などを表している。

## 人物

### 人柄
礼儀正しい人物であり、全ての共演者に挨拶を忘れず、監督やプロデューサーをはじめ、若い新人俳優やスタッフにも必ず立ち上がり、丁寧にお辞儀して敬意を払う。
千葉真一は高倉を「一生あこがれの存在で永遠の師匠」と公言しており、「デビューして間もない頃、健さんが食事によく連れて行ってくれた。また、学生服しか持っておらず、取材向きの洋服がない時に健さんからスーツをもらった」、「役者として少し売れてきた後でも撮影がない時には、健さんの付き人をしていた」、「離婚した時に健さんから手紙で励まされ、それが心の支えになった」、「東映の労働組合委員長と撮影進行で衝突して、映画界を辞めようと思った時に、健さんが思いとどまらせ、一緒に謝ってくれた」など、「健さんは厳しい人だけど、ちゃんと愛がある。そばにいて、俳優としても人間としても、大切なことをいっぱい教わった」と自著で述べ、春日太一のインタビュー本でも高倉との思い出を語りつつ、「僕は健さんの足元にも及ばない」と答えている。
気持ちの通じ合った共演者には「高倉健」という名前を彫った高級ブランドの腕時計をプレゼントしており、千葉真一、田中邦衛、ビートたけし、板東英二などへ贈られている。
『ブラック・レイン』で共演したマイケル・ダグラスは大阪京橋の野外シーンロケで、日本人のファンが高倉に憧れて接する姿を目撃。その様子をダグラスは「アメリカではブルース・スプリングスティーンの時だけだよ。あんなに尊敬される姿を見られるのは！」と驚いていた。『君よ憤怒の河を渉れ』が中華人民共和国に輸入され、中国人の半分が観たともいわれており、宣伝のために田中邦衛と訪中した時、宿泊先のホテルには高倉を一目見たいというファンが大勢詰め掛けた。高倉のファンである映画監督・張芸謀は『単騎、千里を走る。』の撮影の際、高倉が休憩の時に椅子に一切座らず、他のスタッフに遠慮して立ち続けていたことや、現地採用の中国人エキストラ俳優にまで丁寧に挨拶していたのを見て「こんな素晴らしい俳優は中国にはいない」と発言している。
『夜叉』で共演したビートたけしは撮影中のエピソードとして、真冬の福井県ロケのある日、オフだったにもかかわらず、高倉が激励をしにロケ現場へ現れた。厳しい寒さの中、出演者・スタッフは焚火にあたっていたが、高倉は全く焚火にあたろうとしない。スタッフが「どうぞ焚火へ」と勧めるが、高倉は「自分はオフで勝手に来た身なので、自分が焚火にあたると、皆さんに迷惑がかかりますので」と答えた。このためスタッフだけでなく、共演者誰一人申し訳なくて、焚火にあたれなかったと発言している。やがて「頼むからあたってください。健さんがあたらないと僕達もあたれないんです」と泣きつかれ、「じゃあ、あたらせていただきます」となり、やっと皆で焚火にあたることができた。
漫才師から役者業に進出してきたビートたけしに対抗して、田中邦衛と組んで漫才界に進出しようという話題になったことがあり、田中は「止めといたほうがいい」と制止した。高倉が「それじゃお前は何をやるんだ？」と言うと、田中は「二種免許取ります」と返答したという。たけしは高倉と田中がタクシーの運転手になる可能性を、真剣に検討していることに大ウケした。
第23回日本アカデミー賞に出席した岡村隆史は、高倉に長年のファンであることを伝えた。この時、主演作『無問題』で話題賞を受賞し、「将来は高倉健さんのような俳優になりたい」との受賞スピーチで会場から笑いが巻き起こる中、高倉は独りにこやかに立ち上がって拍手を送った。2010年、岡村が病気で半年にわたり療養した際にも電話や手紙で激励しており、岡村は高倉の遺作となった『あなたへ』で共演を果たしている。

### 役作り・姿勢
余計なテクニックを排し、最小限の言葉で、演じる人物の心に込み上げるその瞬間の心情を表す台詞・動きを表現する芝居を真骨頂としており、基本的に本番は1テイクしか撮らせない。これについて「映画はその時によぎる本物の心情を表現するもの。同じ芝居を何度も演じる事は僕にはできない」と述べている。また「普段どんな生活をしているか、どんな人と出会ってきたか、何に感動し何に感謝しているか、そうした役者個人の生き方が芝居に出ると思っている」としており、肝に銘じているという。「俳優にとって大切なのは、造形と人生経験と本人の生き方。生き方が出るんでしょうね。テクニックではないですよね」とも言い切る。
「俳優は肉体労働」というのが信条で筋力トレーニング・ジョギングを欠かさなかったが、2012年時点ではウォーキングやストレッチを日課としており、起床するとマウスピースを噛み、脳へ刺激を与えていた。酒を飲まず、煙草も1日に80本も吸うヘビースモーカーであったが、映画『八甲田山』が3年がかりの長期ロケとなったため、完成の願掛けに正月の成田山の初詣の際、禁煙して以来、30年以上絶った。都内に居る時には毎日、血糖値測定や健康チェックを行い、朝食ではミューズリーやグラノーラなどのシリアルにプレーンヨーグルトをかけたものを常食とし、毎日しっかり摂ることで体のリズムを整えた。体型を維持するため、大好きな甘い物も我慢し、夕食までほとんど食べない生活を続け、ウオーキングも欠かさず、何十年もウエストも体重も維持し続け、細心の注意を払った。
常に感性に磨きをかけ、「感じやすい心」を保っておくために、読書や刀剣・美術品鑑賞、映画、音楽など、常に気に入ったものに触れる機会を作り、海外旅行へも出かけた。撮影に際して、台本のカバーや裏表紙には有名、無名に関係なく、気に入った「心を震わせる」フレーズや詩歌などを貼りつけたり、忍ばせて持ち歩いていた。『あなたへ』の撮影では、相田みつをの詩、会津八一の短歌、山下達郎の「希望という名の光」の歌詞カードなど と一緒に、雑誌に掲載されていたという東日本大震災の被災地での1コマを撮影した写真 も一緒に貼りつけて持ち歩いていた。山本周五郎の著作のフレーズや、主人公の生き方について書かれた木村久邇典の『男としての人生 - 山本周五郎のヒーローたち』 もお気に入りの1冊として持ち歩いている。長期間の撮影の中では、ベテランの高倉でも感情のコントロールが出来ない時があり、そうしたときは持っているこうした物にすがっているという。また台本だけでなく、自宅の洗面所などにもこうしたものが貼られており、気持ちを盛り上げている。この事について「俳優ってそれほど頼りないものなんですよ」と語っている。
初めての時代劇『宮本武蔵 二刀流開眼』（1963年）で、佐々木小次郎を演じるにあたり、宮内省皇宮警察の道場・済寧館で、羽賀準一から居合を学んだ。
『網走番外地』ではヒロインもラブロマンスも無く、刑務所や脱獄が主題の映画となって売り上げが見込めないと予算をカットされた。添え物映画でモノクロ作品にすると社長の大川博に言われ、意見すると「嫌なら主演を梅宮辰夫に変える」とまで言われてしまう。仕方なくロケ地の北海道で撮影に入ったが、監督の石井輝男がなかなかやって来ない。スタッフと様子を見に旅館へ行くと、石井が窓の隙間から雪が入り込んだ粗末な部屋で丸くなって寝ていた。高倉は「この映画をヒットさせるためなら…。監督を笑顔にするためなら、俺はどんなことでもするぞ」とスタッフに漏らし、『網走番外地』シリーズは計18作の大ヒットシリーズとなった。
初の松竹出演となった『幸福の黄色いハンカチ』の冒頭で、刑務所から刑期を終え出所した直後の食堂で、女性店員についでもらったグラスに入ったビールを深く味わうように飲み干した後、ラーメンとカツ丼を食べるシーンがある。その収録で「いかにもおいしそうに飲食する」リアリティの高い演技を見せ、1テイクで山田洋次からOKが出た。あまりにも見事だったので、山田が問い尋ねると「この撮影の為に2日間何も食べませんでした」と言葉少なに語り、唖然とさせた。
1983年に『居酒屋兆治』の準備をしていた矢先、黒澤明から「鉄修理（くろがねしゅり）」役で『乱』への出演を打診されている。「でも僕が『乱』に出ちゃうと、『居酒屋兆治』がいつ撮影できるかわからなくなる。僕がとても悪くて、計算高い奴になると追い込まれて、僕は黒澤さんのところへ謝りに行きました」と述懐している。黒澤は当初から高倉を想定してこの役をつくり、自ら高倉宅へ足繁く4回通った。「困ったよ、高倉君。僕の中で鉄（くろがね）の役がこんなに膨らんでいるんですよ。僕が降旗康男君（『居酒屋兆治』の監督）のところへ謝りに行きます」と口説いたが、高倉は「いや、それをされたら降旗監督が困ると思いますから。二つを天秤にかけたら誰が考えたって、世界の黒澤作品を選ぶでしょうが、僕には出来ない。本当に申し訳ない」と丁重に断った。黒澤から「あなたは難しい」と言われたが、その後に偶然『乱』のロケ地を通る機会があり、「畜生、やっていればな……」と後悔の念があったと語っている。結局、この役は井川比佐志が演じている。
東映を離れ、フリーに転じてから、1つの作品を終えるたびにスクリーンから離れ、マスコミや公の場から距離を置く事を決まり事としている。それは、1つの作品を終えるたびに高倉を襲うという、“深い喪失感”に関係しているという。特に『あなたへ』に主演する前には、自身最長となる6年間の空白期間が生じた。前回主演した日中合作の映画『単騎、千里を走る。』の後、中国人の共演者やスタッフたちと別れるときに感じた気持ちと『あなたへ』の出演を決めたことについて、「分かんないね……。多分ね、この別れるのに涙が出るとかっていうのは、お芝居ではないところで、泣いているのだと思うんですよね。ああ楽しかったとか、別れたくないとか、もう二度と会えないかもしれないとか。特に中国のスタッフは。だから、そういうものを自分がお金に取っ替えてるっていう職業ってのは、悲しいなあってどっかで思ったのかもしれないね。それを売り物にするものでは、ないんじゃないかなっていう。でもしょうがないですよね、同じ人とずっとはやれないんだから。そういう切ない仕事なんですよ。だから、それはそんなに気を入れなければいいんだっていう、そのこともわかってるんだけども、やっぱり出会って仕事だ、出会って仕事だって言う。分かってるんだけど、強烈なのを受けると、しばらく。なんとなく、恋愛みたいなものなんじゃないの。多分、恋愛だよね。じゃなきゃ泣きませんよ。お金もらうところじゃないんだもん、映ってないところで泣くんだから。泣くんですよ。大の大人が（笑）。それが中国は強烈だったってことでしょうね。いや、今でも分かりませんよ。じゃあ、なんで今度（『あなたへ』）はやったのって言ったら、こんなに断ってばかりいると、またこれ断ったら（降旗）監督と、もうできなくなる年齢が来てるんじゃないかなと、2人とも。それはもう1本撮っておきたいよなっていうのが、今回の。本音を言えばそうかもしれないよ。」と、その心情を初めて漏らしている。
高岩淡は「（高倉は）東映の俳優の中で、自分は芝居が下手と信じていた、岡田茂に『高倉は一本気だけど、それしかない』と指摘され、それが悔しく『芝居なんかどうでもいい、必死になってやれば、意志は通じるんだ』という信念は、人の何倍も強かった」と証言している。

### 交友
東京アメリカンクラブのメンバーである高倉は外国人の友人・知人が多い。千葉真一は高倉に誘われて同クラブへ行った時や、パンアメリカン航空のパーティーへ出席した時に、千葉のファンであるフライトアテンダントを高倉から紹介されたりなど、ハリウッド映画出演前から英語に堪能な高倉を目の当たりにしている。
かつて東映内には千葉真一、梅宮辰夫、山本麟一、山城新伍など、高倉を慕う人達で集まって遊ぶ「野郎会」というものがあった。名の由来は「野郎（＝男）ばかり」なのと「何でもやろう」を語呂あわせにしたもので、何か月かごとに集まってその時の幹事が決めた遊びをしていた。高倉は酒を飲まないので野球をしたり、山城が幹事の時には遊廓に行って、お大尽遊びの真似事をしたりしていた。明治大学の先輩で東映ニューフェイスでも1期上である山本も高倉と仲が良く、この集まりに参加していた。『網走番外地シリーズ』『昭和残侠伝シリーズ』で共演した潮健児は自伝『星を喰った男』の中で、「面倒見がよく、周囲に気を遣い、傍に誰か話し相手が居ないとしょげてしまう程の寂しがり屋」「大勢役者が揃って『何かやる』という時、その言いだしっぺは大抵、健さんだった」と回想している。
長嶋茂雄とは若い時分から付き合っており、一緒に成田山新勝寺へ初詣に行っていたこともある。長嶋の長男・長嶋一茂の名付け親は、東日貿易社長・久保正雄とされており、一茂が1999年12月3日に箱根神社で結婚式を挙げた時、冠婚葬祭の類にはめったに現れない高倉が出席したので、結婚式取材に駆けつけた取材陣が驚いた一幕があった。長嶋とは久保を通じて知り合い、高倉にとって久保は親代わりともいうべき人で、江利チエミの後見人でもあり、江利は久保を「パパ」と呼んでいた。久保はインドネシアの戦後補償を巡り、瀬島龍三とタッグを組み、デヴィ・スカルノを使って、池田勇人とスカルノを繋いだ政商である。
村田兆治の引退試合中継を見て感銘を受け、それまで面識も無かった村田の住所を関係者に一通り尋ねて調べ、さらに留守中だった村田の自宅前に、花束を置いて帰ったという話がある。仰木彬は高校の後輩、ビートたけしは大学の後輩で1985年の『夜叉』で共演以来、互いに「たけちゃん」「健さん」と呼び合う仲であった。
田岡一雄を江利チエミとの結婚披露宴へ招待したり、江利と共に清川虹子の自宅で田岡や美空ひばり・小林旭夫妻とも親交した。酔っていた小林が高倉に自分の腕時計をプレゼントしようとしたが、高倉は丁重に断るものの、当時の小林は映画スターとして高倉より格上だったこともあり「受け取れ」と強引に迫られ、困り果てていた高倉をその場にいた田岡が「健さん、もらっとき。気にせんでええ。旭にはワイのをやるよってな」と助け舟を出し、険悪になりかかった雰囲気を丸く収めてもらった。田岡が1965年（昭和40年）に心筋梗塞で危篤に陥り、面会謝絶だったが高倉は江利を伴い、見舞いに訪れた。田岡の自伝映画、1973年の『山口組三代目』、1974年の『三代目襲名』は、田岡が「健ちゃんに俺の役をやってもらえへんかな」と田岡が高倉を指名したもの。撮影現場を訪ねてきた田岡に激励されている。
『週刊平凡』1966年10月13日号の高倉の取材記事では、高倉ほど友人の少ないスターはいない、スターで付き合いがあるのは尊敬する三國連太郎と萬屋錦之介、北大路欣也の三人ぐらいと書かれている。
2005年8月12日午前9時43分、『現代任侠史』の石井輝男が死去。石井の遺志により、網走市内の潮見墓園に墓碑が建立され、2006年8月5日、納骨の儀が執り行われた。“安らかに 石井輝男”と記されたこの墓碑の碑文は、高倉によってしたためられたものである。
2009年11月、同年8月に亡くなった大原麗子の墓参に訪れ掃除をし、30分以上語りかけていたことが2010年8月4日に報じられた。
草彅剛へ自ら手紙を書いて以降、草彅とは文通や電話のやり取りをしており、二人で食事をしていたり、草彅を自宅へ招き入れるなどの親交があった。遺作『あなたへ』で共演している。同作に関する授賞式では、自身の代理出席を草彅に頼んだ。
2012年10月2日午後3時17分、『あなたへ』で共演した大滝秀治が肺扁平上皮がんのため、87歳で死去。訃報を受け、公式に「大滝さんの最後のお仕事の相手を務めさせていただき、感謝しております。本当に素晴らしい先輩でした。静かなお別れができました。」とのコメントを発表した。
2013年6月5日、横浜市のロイヤルホールヨコハマで行われた勝新太郎の『17回忌を偲ぶ会』では渡哲也・藤村志保らとともに発起人に名を連ね、会場にも足を運んでいる。
2014年8月26日午後9時33分に亡くなった米倉斉加年のお別れの会が同年10月13日に開かれた際に、故人に宛てて弔電を発した。
旧友の小林稔侍は中学生の頃から高倉健のファンであった。東映に入って以後大部屋時代からの恩人であり、何度も小遣いをもらったり、小林が家を建てた時や結婚する際に保証人になってもらったという。高倉に対する恩や思い入れは強く、長男に「恩を一生忘れないこととありがとうの思いを込めて」、高倉と同じ「健」と名付けたり、「健さんのためなら腎臓を一つ提供しても構わない」と思っているほどである。そういうこともあって「端役でなく、ちゃんとした役で健さんと共演し、恩返しがしたい」との思いがあり、1999年の映画『鉄道員（ぽっぽや）』でその願いが叶うこととなった。その『鉄道員（ぽっぽや）』で、第23回日本アカデミー賞の最優秀助演男優賞を受賞した。『鉄道員（ぽっぽや）』の中で高倉と小林が抱きしめ合うシーンがあり、これについてある映画評論家が講演会で「あれはホモじゃなきゃできない」と発言したのが元で、ある女性週刊誌に「高倉健と小林稔侍はホモ」と大見出しにされて掲載されたこともあった。また、高倉健が亡くなる3年前から体調が悪い事を高倉自身からあかされていたが、それを伏せていた事を『徹子の部屋』で語っている。
山村聡とは映画で何度か共演しており、親密である。

### 趣味
趣味は旅、乗馬、ライフル射撃、車、刀剣の収集など。コーヒーと夜更かしが好きで、若い頃はよく撮影に遅刻することがあり、監督を怒らせることもあった。自身も「自分は遅刻魔だった（笑）」と告白している。
大塚博堂を聞いて、「自分にない何かがある」と感銘を受け、『ダスティン・ホフマンになれなかったよ』をはじめ、大塚とよく組んで仕事をしていた藤公之介に「大塚と組んで曲を作ってほしい」と電話で頼んだこともあったが、この時は大塚が多忙で別の作曲家が曲を担当した。しかし、その後間もなく大塚が急死したため、「夢のコラボ」は幻に終わった。大塚の曲では「ダスティン・ホフマンになれなかったよ」「旅でもしようか」「ふるさとでもないのに」を特に気に入っている。直接対面することは無かったが、大塚のメモリアルイベントなどでは、一ファンとして何度かメッセージを贈っていた。千葉真一と野際陽子の結婚10周年記念には「ダスティン・ホフマンになれなかったよ」をBGMにして、自ら祝辞をカセットテープに録音してプレゼントしており、とても喜ばれている。
キリン「生茶」のCMで共演した宇野薫によると、高倉は格闘技にかなり詳しく「休憩中に健さんから『UFCの試合をよく観ていますよ。応援しています』と話しかけられ驚きました」と語っている。
世界で一番好きな場所はハワイ。このことについて沢木耕太郎に「ドスを片手に敵地に乗り込む高倉健とハワイの取り合わせは意外なようだが、それは何故か」と問われて、高倉は「人が温かい」ことと、東映時代に過酷なスケジュールをこなしている中で、たまの休みにハワイの海岸で寝て過ごす解放感がたまらなかった、と述懐している。

### 江利チエミ

1960年

1959年2月16日（高倉が28歳の誕生日の時に）、1956年の映画『恐怖の空中殺人』での共演が縁で江利チエミと結婚。3年後の1962年、江利は妊娠し子供を授かるが重度の妊娠中毒症を発症し、中絶を余儀なくされ子宝には恵まれなかった。江利の異父姉が様々なトラブルを起こし、結婚に悪影響を及ぼしたとされる。江利側からの申し入れで1971年9月3日に離婚した。離婚原因は江利の親族にまつわるトラブルからである。その後、高倉は女性との交際の噂はあったものの、再婚はしなかった。(但し高倉プロモーション代表の小田貴月は高倉のパートナーとして、亡くなるまで17年の時を共にし、養女になって全財産を相続している。）一方、離婚から11年後の1982年2月13日に、江利は脳卒中と吐瀉物誤嚥による窒息のため、45歳の若さで不慮の急死を遂げている。葬儀には姿を現さなかった高倉だが、江利の命日には毎年、墓参りは欠かさず、花を手向け、本名を記した線香を贈っていた。
1962年の主演映画『三百六十五夜』は、岡田茂がなかなか芽の出ない高倉をスターにするため、江利・美空ひばり・雪村いづみの三人娘と鶴田浩二の共演で企画された作品だった。岡田は江利に「亭主の高倉主演で『三百六十五夜』を撮りたい。当てて高倉に実績を残すためにも、三人娘で色どりを添えたいんだ」とオファーしたが、「いやです。わたしは仕事と私生活を混同したくないんです。亭主は亭主です。そういう映画には出たくない」と即座に断られた。高倉は岡田から「おまえ、女房になめられてるじゃないか。今後ウチでは、チエミは一切つかわんからな。チエミごときになめられて、勝手なことをやられているようでは一人前になれないぞ。おまえが大スターになって見返さんと駄目だよ」と発破をかけられ、奮起を促されたという。

### 敬愛している映画人や作品
『レイジング・ブル』のロバート・デ・ニーロを「あんな芝居はもう二度とできない。非常に大きな衝撃を受けた」と語っている。デニーロ以外ではヘンリー・フォンダやマーロン・ブランド、クリント・イーストウッド、ジャン・ギャバンを好きな俳優に挙げている。フォンダは特にジョン・フォードの監督作品が好きで、ブランドは『波止場』や著書『旅の途中で』によれば『ゴッドファーザー』も絶賛している。イーストウッドとは会ったことがあり、会話もしている。食事の芝居が絶品と言われているギャバンの作品を見て勉強したと語っている。京都のいきつけのカフェに「いつも迷惑を掛けているので」とギャバンの特大ポスターをプレゼントしており、そのポスターは今も店のカウンターに貼られている。
『運動靴と赤い金魚』『初恋のきた道』、『L.A.コンフィデンシャル』ではヒロインのキム・ベイシンガーの目の芝居、『モンタナの風に抱かれて』『プライベート・ライアン』を気に入っており、インタビューで「映画は残る！」として「『ローマの休日』とか『アラビアのロレンス』みたいな強烈な作品に、みんながもう一回しびれるときが来るんじゃないですかね。」と発言した。谷充代の著書『「高倉健」という生き方』によれば『モロッコ』『哀愁』『世界残酷物語』も評価している。高平哲郎のインタビューで『ワイルドバンチ』や『ゲッタウェイ』で知られるサム・ペキンパー作品のファンであり、子供のころから映画が好きで特に洋画を見ていた、高校時代に見たジョン・ウェインの思い出に、『ロッキー』は3回見た、『スラップ・ショット』が面白い、ニューマンやスティーブ・マックイーン、ヘンリー・フォンダは好きな役者と発言。『キラー・エリート』への出演オファーがあったという。マーロン・ブランド主演ベルナルド・ベルトルッチ監督によるイタリア映画の問題作『ラストタンゴ・イン・パリ』のような作品にでてもいいと発言。山田宏一の高倉追悼記事によれば、『狼は天使の匂い』が大好きであり、ロバート・ライアンが演じた老ギャングのような役を演じてみたいと語っていた。高倉が主演した『冬の華』には高倉が好きなアラン・ドロン主演のフランスの犯罪映画の名作『サムライ』の影響があるという。
中村努の前述の『冬の華』には『ワンス・アポン・ア・タイム・イン・アメリカ』の影響も見られるという。沢木耕太郎の発言によれば高倉はジョン・フォードの『長い灰色の線』やリチャード・ギア主演の『愛と青春の旅立ち』も好き で、NHKのインタビュー番組によれば笠智衆を尊敬しており、リドリー・スコットの『グラディエーター』が好きだという。『網走番外地』シリーズでは、共演した由利徹と高倉のコミカルなアドリブ演技がシリーズの見せ場の一つとなった。一部のマスコミからは、「高倉は“最も信頼を置く俳優”として由利を終生敬愛した」とも言われている。

### 高倉ファンの著名人や高倉を尊敬している役者たち
黒澤明は自身の「映画ベスト100」的な企画で『遙かなる山の呼び声』と『あ・うん』の2本を入れている。
三島由紀夫は、高倉や鶴田浩二主演の任侠映画を好み、特に『昭和残侠伝 死んで貰います』を高評価していた。三島事件当日も、事件現場となった市ヶ谷駐屯地へ向かう車内で他の「楯の会」メンバーと『唐獅子牡丹』を歌ったという。
美輪明宏は『スポーツニッポン』の連載で高倉を尊敬しているという記事を書いた。
鈴木敏夫は幼少のころから映画ファンであり、父と母の影響もあり邦画から洋画まで何でも見ていて、著書で高倉も好きな俳優にあげている。
ジョン・ウーは、『映画秘宝』2004年6月号と7月号のインタビューで高倉を憧れの映画スターの一人に挙げている。また『男たちの挽歌』のユンファの衣装やキャラは『網走番外地』や『ならず者』の影響があり、『駅 STATION』はリメイクしたい作品だと語っている。
文春ムック「高倉健　KenTakakura 1956-2014」によれば、鴨下信一は「初心者はまず『網走番外地』から初めよ」と発言。鈴木敏夫は『日本侠客伝 昇り龍』を「仁侠映画の最高傑作」としている。また同書を書評した七つ森書館の編集者・上原昌弘は同評で「わたしにとって高倉健は『幸福の黄色いハンカチ』のヒト。号泣しましたねえ。」と発言。
野沢尚は1999年にキネマ旬報が行ったアンケートで『駅 STATION』を選んでいる。同企画で石井克人は『幸福の黄色いハンカチ』をベスト作品に選んでいる。
春日太一のインタビュー本で仲代達矢は、かつて「雲の上の存在」といわれ神秘性を持っていた映画俳優たちだが、インターネットなどの影響で神秘性がなくなり「役者」という重い響きが似合う俳優がいなくなった現在においても、神秘性を持つ数少ない役者として高倉の名を挙げている。
前田敦子は映画に関する自身の著書で、『幸福の黄色いハンカチ』を好きな映画に挙げている 。
仕事への真摯な姿勢に北大路欣也も影響を受けたと述べている。

### その他
映画関係者や旧友から、本名を「おだ ごういち」と呼ばれることが多く、高倉もそう呼ばれることを否定しなかったが、親族が呼ぶ本名は「おだ たけいち」であり、高倉の姪もそう証言している。
先祖の一人に北条篤時（金沢文庫の創設者・実時の子）がいる。篤時の子孫は九州 で北条の名を捨て「小松屋」の屋号で両替商を営み、後に福岡藩主黒田家から名字帯刀を許されてて田姓を名乗るようになった。江戸時代末期に『東路日記』を記した、筑前国の庄屋内儀である江戸後期の歌人・小田宅子（おだ いえこ）も先祖にあたる。また高倉は生前、33歳年下の元女優、小田貴月を養女にしており、17年近く同棲していた事が死後に判明。2023年にNHKにて放送された番組にて「最後の17年をともに過ごした『パートナー』」として紹介された。
バラエティ番組やトーク番組への出演は『スター千一夜』『ズバリ!当てましょう』（フジテレビ）、『土曜大好き!830』（関西テレビ）、『徹子の部屋』（テレビ朝日）や、親交のある田中邦衛・北大路欣也と3人で出演した1980年の『すばらしき仲間』（中部日本放送）程度であったが、平成になってからは、新作映画のプロモーションを兼ねて『SMAP×SMAP』（1997年9月15日、関西テレビ・フジテレビ）や、2001年5月17日には『クローズアップ現代』「第1424回 高倉健 素顔のメッセージ」（NHK）で国谷裕子からのインタビューを受けている。ちなみに『SMAP×SMAP』（BISTRO SMAP）にゲスト出演したこの回は、2005年12月26日に放送された同番組の特番『SMAP×SMAP 歴史的瞬間全部見せます!! 史上最強の4時間半SP!!』で視聴者から寄せられた『BISTRO SMAP名場面リクエスト』第1位に輝いている。
草彅剛にサプライズで出演したいという高倉自らの希望が実現し、2012年8月18日に放送された生放送のテレビ番組に生で出演した。同番組の放送内容は主演映画『あなたへ』の公開に際しての高倉健特集で、当映画に出演し高倉と共演した草彅が生出演することは告知され、前述の理由から高倉が生出演することは草彅のみならず視聴者にも事前に知らされなかった。同番組には、草彅が撮影外のことで、高倉に呼ばれてホテルで二人で朝食をとったときのエピソードを話している最中に登場した。高倉にとって15年ぶりのテレビ番組のゲスト出演で、高倉が生放送の番組に出演するのは初、かつ、生涯で一度きりのこととなった。翌月8日と『プロフェッショナル 仕事の流儀 高倉健スペシャル』と10日に放送された『プロフェッショナル 仕事の流儀 高倉健インタビュースペシャル』（NHK）では『あなたへ』の撮影現場への長期密着取材に応じ、俳優生活56年にして初めて自身のプライベートに関することや本音、俳優としての信条などの一部を明らかにしている。
『オレたちひょうきん族』に出演したかったらしく、ビートたけしに「僕にもひょうきん族出演の機会をください」と署名した写真を渡したことがあるが、それを聞いた高田文夫は「『タケちゃんマン』に弟子の“ケンちゃんマン”を出そう」と提案している。
1972年、東映の先輩である萬屋錦之介（年は高倉の方が1歳上）の勧めで神奈川県の鎌倉霊園に生前墓を建立している。この墓所内には上述にある、「この世に生を受けなかった我が子」のために、水子地蔵も建てられている。
TBSラジオの人気番組『大沢悠里のゆうゆうワイド』のファンであり、同番組からゲスト出演のオファーがあったが、映画撮影のため出演は叶わなかった。後日、同番組宛に、その旨を伝える手紙を送っている。
高倉と親しかった横尾忠則によると、高倉は1970年（昭和45年）11月25日に起こった三島事件に触発され、三島由紀夫の映画を製作する予定だったという。具体的プランも煮詰まり、ロスアンゼルスへ何度も渡航していた高倉について横尾は、「次第に健さんのなかに三島さんが乗り移っていくかのようで、僕は三島さんの霊が高倉健さんに映画を作らせようとしているのだなと感じていました」と述懐している。ところが土壇場で三島の妻である平岡瑤子の了解が得られず、映画製作を断念せざるを得なくなった。仕方なく高倉健は横尾に電話してきて、多磨霊園に一緒の墓参りに行きましょうと誘い、「カメラを持ってきて下さい。一緒に撮りましょう」と言ったという。
羽田空港で高倉がジャイアント馬場に声をかけた際には、馬場は高倉健が誰かわからず「俳優? 水戸黄門には出てねえだろ」と付き人に答え軽くあしらった といったエピソードがある。
ドキュメンタリー映画『健さん』での山下義明 （東映の演技事務担当）の証言によると、高倉は朝が弱く、東映時代は毎日20分ほど必ず遅刻して現れた。また、西村泰治（元・付き人）の証言によると、映画の中で多くの人を殺した罪への対処として、長寿院（滋賀県大津市）の滝に参っていたという。

## 受賞・受章
- 第1回日本アカデミー賞・最優秀主演男優賞（1978年）[176] - 『八甲田山』『幸福の黄色いハンカチ』
- 第4回日本アカデミー賞・最優秀主演男優賞（1981年）[177] - 『動乱』『遥かなる山の呼び声』
- 第5回日本アカデミー賞・最優秀主演男優賞（1982年）[178] - 『駅 STATION』
- 第23回日本アカデミー賞・最優秀主演男優賞（2000年）[179] - 『鉄道員（ぽっぽや）』
- 第37回日本アカデミー賞 協会栄誉賞（2013年）[180]
- 第1回エランドール賞 1956年度・新人賞
- 第22回エランドール賞 1978年度・特別賞
- 第20回ブルーリボン賞 1977年度・主演男優賞 - 『八甲田山』『幸福の黄色いハンカチ』
- 第42回ブルーリボン賞 1999年度・主演男優賞 - 『鉄道員（ぽっぽや）』
- 第32回毎日映画コンクール（1977年）・男優演技賞 - 『幸福の黄色いハンカチ』
- 第2回報知映画賞・主演男優賞 - 『八甲田山』『幸福の黄色いハンカチ』
- 第37回報知映画賞・主演男優賞 - 『あなたへ』
- 第39回報知映画賞・特別賞[181]
- 第25回日刊スポーツ映画大賞・石原裕次郎賞・主演男優賞 - 『あなたへ』
- 第27回日刊スポーツ映画大賞・石原裕次郎賞・特別賞[182]
- 第23回モントリオール世界映画祭・主演男優賞
- 第51回キネマ旬報ベスト・テン・主演男優賞
- 第73回キネマ旬報ベスト・テン・主演男優賞
- 1978年度アジア太平洋映画祭・主演男優賞
- 1982年度アジア太平洋映画祭・主演男優賞
- 1990年度アジア太平洋映画祭・主演男優賞
- 1999年度アジア太平洋映画祭・主演男優賞
- 2007年度サンディエゴ映画批評家協会・主演男優賞
- 紫綬褒章 1998年
- 文化功労者 2006年
- 第60回 菊池寛賞 2012年
- 文化勲章 2013年
- キタデミー賞 主演男優賞 2018年[183]

## 出演
☆太字は主演作品。

### 映画

#### 東映（1956年〜1975年）
1956年

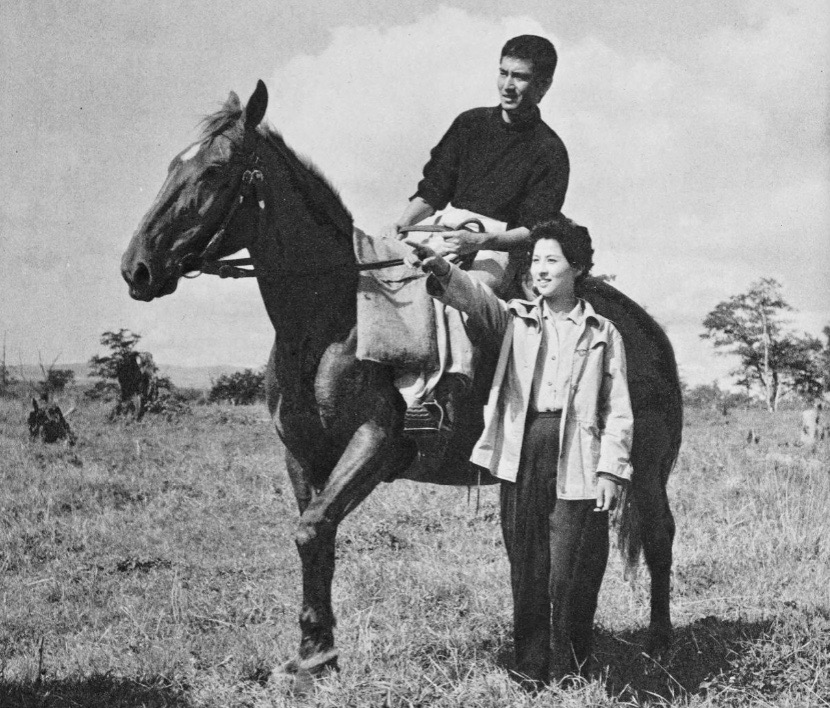
『森と湖のまつり』（1958年）

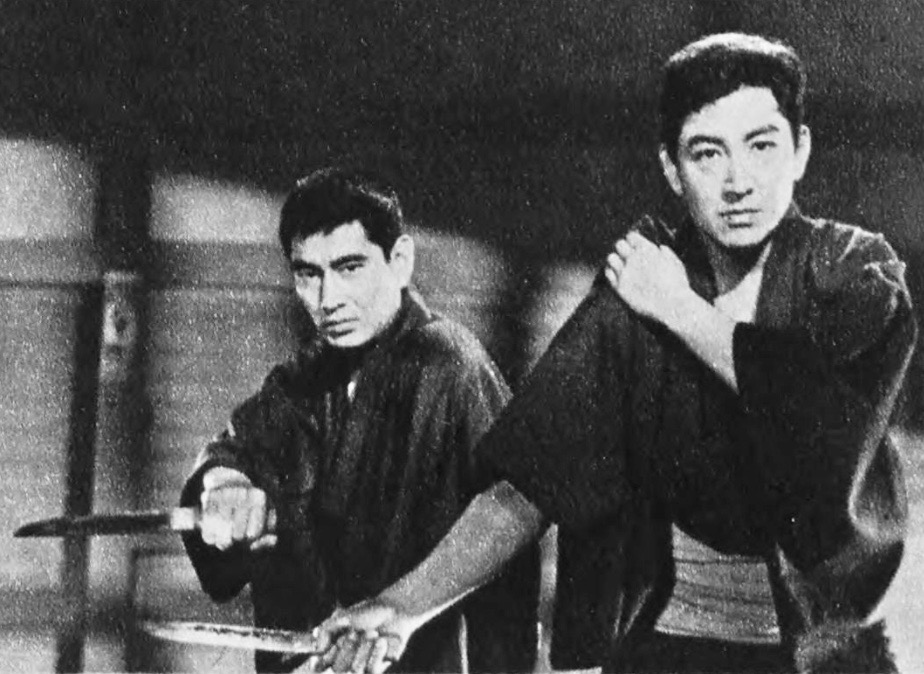
『人生劇場 飛車角』（1963年）

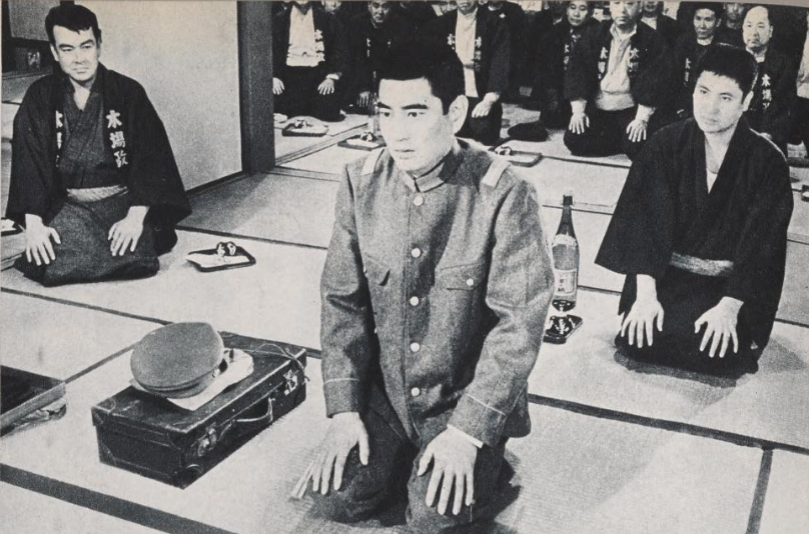
『日本侠客伝』（1964年）

『飢餓海峡』（1965年）

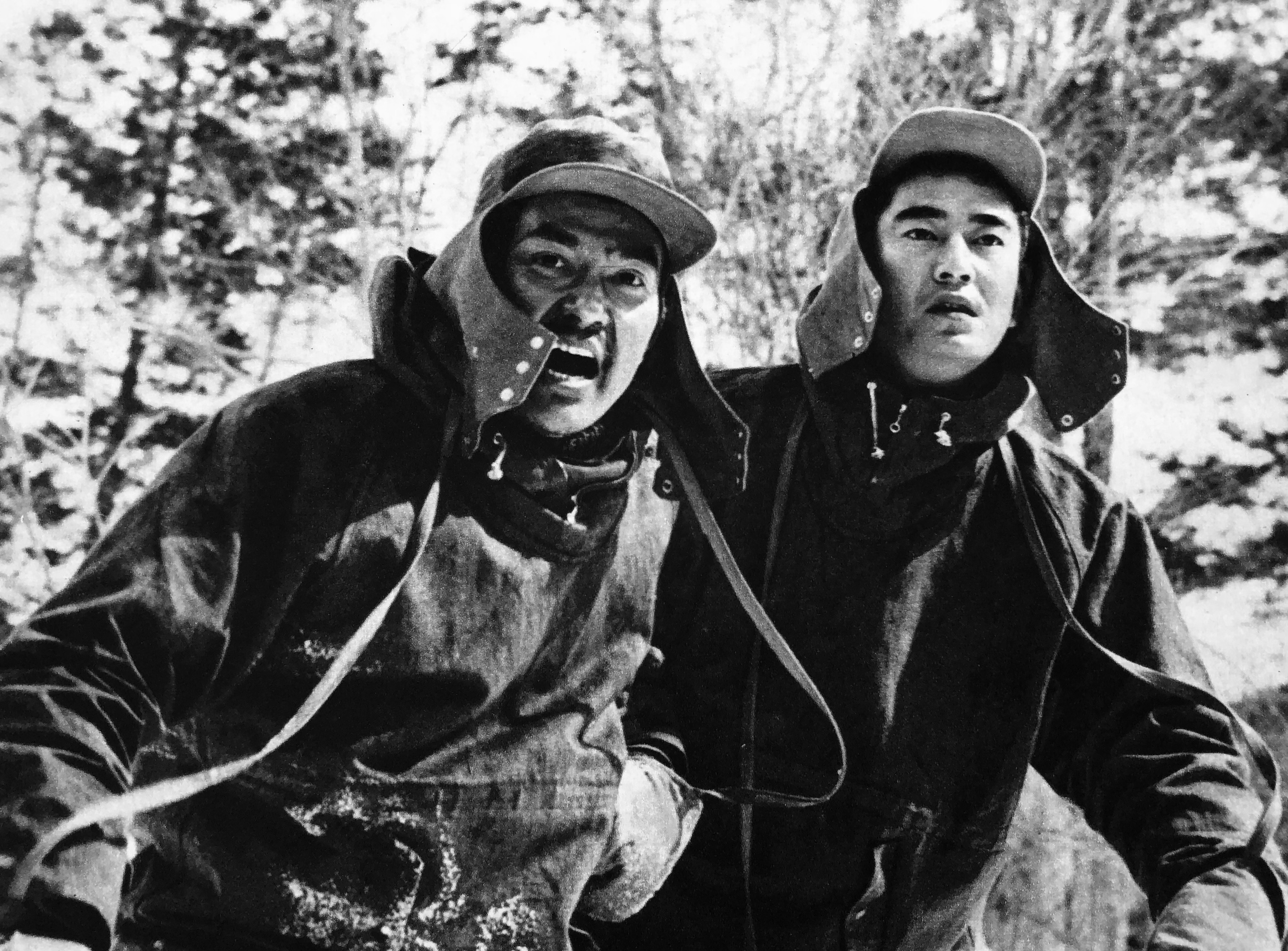
『網走番外地』（1965年）

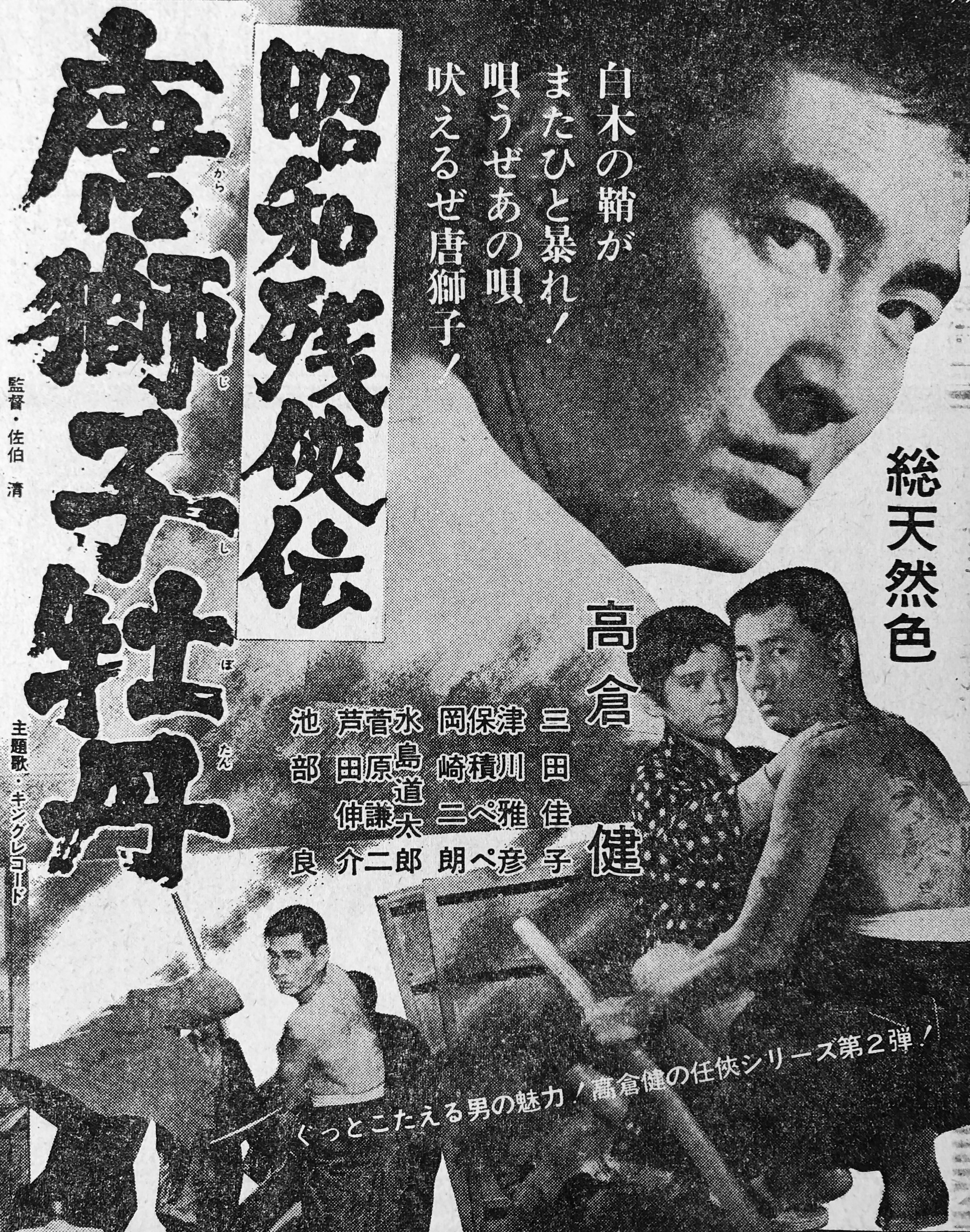
『昭和残侠伝 唐獅子牡丹』（1966年）

- 電光空手打ち - 主演・忍勇作 ※デビュー作
- 流星空手打ち - 主演・忍勇作
- 無敵の空手! チョップ先生 - 有沢安治
- 大学の石松 - 主演・石田松夫
- にっぽんGメン 特別武装班出動 - 園川刑事
- 大学の石松 ぐれん隊征伐 - 主演・石田松夫
- 大学の石松 太陽族に挑戦す - 主演・石田松夫
- 夕日と拳銃 日本篇 大陸篇 - 山岡愼太郎
- 母孔雀 - 紅谷俊夫
- 拳銃を捨てろ - 主演・柳光
- 恐怖の空中殺人 - 島田寿夫

1957年
- 喧嘩社員 - 主演・谷
- 無敵社員 - 主演・谷
- 第十三号棧橋 - 主演・矢間大吉
- 大学の石松 女群突破 - 主演・石田松夫
- 多情仏心 - 西山普烈
- 日清戦争風雲秘話 霧の街 - 結城欽之助
- 鯨と斗う男 - 主演・山上洋介
- 青い海原 - 浜田健次
- 血まみれの決闘 - 主演・牛島五郎
- ジェット機出動 第101航空基地 ‐ 中田次郎

1958年
- 娘十八御意見無用 - 井上章吾
- 多羅尾伴内 十三の魔王 - 塚崎譲吉
- 台風息子 修学旅行の巻 - 草上行彦
- 台風息子 最高殊勲の巻 - 草上行彦
- 非常線 - 主演・小堀千代太
- 恋愛自由型 - 仙波隆也
- 季節風の彼方に - 幸田先生
- 奴の拳銃は地獄だぜ - 田村警部
- ひばりの花形探偵合戦 - 三田村英次
- 空中サーカス 嵐を呼ぶ猛獣 - 主演・山崎千吉
- 希望の乙女 - 相原丈二
- 森と湖のまつり - 主演・風森一太郎
- 娘の中の娘 - 石岡宏

1959年
- 旋風家族 - 田村五郎
- 無法街の野郎ども - 曽根文雄
- 黒い指の男 - 主演・三田新吉
- 獣の通る道 - 主演・鹿沢慎二
- 国際スリラー映画 漂流死体 - 山中
- 地獄の底までつき合うぜ - 碇幹夫
- 疑惑の夜 - 久里/島※二役
- 静かなる兇弾 - 主演・田口刑事
- 高度7000米 恐怖の四時間 - 主演・山本桂三
- 空港の魔女 - 主演・芦沢良平

1960年
- 天下の快男児 万年太郎 - 主演・万年太郎
- 二発目は地獄行きだぜ - キッドの謙
- 続 べらんめえ芸者 - 二宮卓也
- 大いなる旅路 - 岩見静夫
- ずべ公天使 - 岸田
- 大空の無法者 - 主演・佐竹吾郎
- 天下の快男児 突進太郎 - 主演・突進太郎
- 続々 べらんめえ芸者 - 田所雄作
- 砂漠を渡る太陽 - 梁
- 殴り込み艦隊 - 主演・石山中尉
- 男ならやってみろ - 主演・梶村五郎

1961年
- べらんめえ芸者罷り通る - 花村健一
- 俺が地獄の手品師だ - 立花丈次
- 天下の快男児 旋風太郎 - 主演・旋風太郎
- 男の血潮がこだまする - 主演・朝倉鉄男
- 魚河岸の女石松 - 喜多川達也
- 花と嵐とギャング - スマイリー健
- ひばり民謡の旅 べらんめえ芸者佐渡へ行く - 竜太
- 万年太郎と姐御社員 - 主演・万年太郎
- べらんめえ中乗りさん - 岡健一
- 悪魔の手毬唄 - 主演・金田一耕助

1962年
- 南太平洋波高し - 近藤
- べらんめえ芸者と大阪娘 - 桧山圭吉
- 二・二六事件 脱出 - 小宮曹長
- 恋と太陽とギャング - 主演・石浜伸夫
- 千姫と秀頼 - 片桐隼人
- 黄門社長漫遊記 - 佐々助三郎
- 民謡の旅・桜島 おてもやん - 立神修平
- 東京丸の内 - 主演・加部一喜
- 三百六十五夜 - 川北小六
- 暗黒街最後の日 - 真木鉄雄
- 東京アンタッチャブル - 主演・原田芳夫
- 遊民街の銃弾 - 高木健二
- 裏切者は地獄だぜ - 青野

1963年
- 暗黒街の顔役 十一人のギャング - 沢上サダオ
- 第八空挺部隊 壮烈鬼隊長 - 岡田一等陸佐
- 暴力街 - 主演・小木曽俊介
- 人生劇場 飛車角 - 宮川健
- 東京アンタッチャブル 脱走 - 原田芳夫
- 最後の顔役 - 嶋中悠治
- 親分を倒せ - 主演・吉岡
- 暗黒街最大の決斗 - 松岡真平
- 宮本武蔵 二刀流開眼 - 佐々木小次郎
- 恐喝 - 主演・矢吹輝男
- ギャング忠臣蔵 - 浅野卓己
- 鬼検事 - 主演・野上英一

1964年
- 宮本武蔵 一乗寺の決斗 - 佐々木小次郎
- 東京ギャング対香港ギャング - 主演・北原修治
- ジャコ万と鉄 - 主演・鉄
- ならず者 - 主演・南条
- 暗黒街大通り - 主演・忍鉄也
- 日本侠客伝 - 主演・辰巳の長吉 ※年度別日本映画の国内興行成績5位[要出典]
- 狼と豚と人間 - 黒木次郎
- いれずみ突撃隊 - 衆木一等兵

1965年
- 顔役 - 早見恭一
- 飢餓海峡 - 味村時雄・東舞鶴署捜査係長
- 日本侠客伝 浪花篇 - 主演・藤川宗次
- 網走番外地 - 主演・橘真一
- 続 網走番外地 - 主演・橘真一 ※年度別日本映画の国内興行成績6位
- 日本侠客伝 関東篇 - 緒方勇 ※年度別日本映画の国内興行成績5位
- 宮本武蔵 巌流島の決斗 - 佐々木小次郎
- 昭和残侠伝 - 主演・寺島清次
- 網走番外地 望郷篇 - 主演・橘真一 ※年度別日本映画の国内興行成績4位
- 網走番外地 北海篇 - 主演・橘真一 ※年度別日本映画の国内興行成績2位[184][信頼性要検証]

1966年
- 昭和残侠伝 唐獅子牡丹 - 主演・花田秀次郎
- 日本侠客伝 血斗神田祭り - 主演・新三
- 網走番外地 荒野の対決 - 主演・橘真一 ※年度別日本映画の国内興行成績9位
- 男の勝負 - 千住小太郎
- 昭和残侠伝 一匹狼 - 主演・武井繁次郎
- 網走番外地 南国の対決 - 主演・橘真一 ※年度別日本映画の国内興行成績3位
- 日本侠客伝 雷門の決斗 - 主演・平松信太郎
- 地獄の掟に明日はない - 主演・滝田一郎
- 網走番外地 大雪原の対決 - 主演・橘真一 ※年度別日本映画の国内興行成績1位

1967年
- 日本侠客伝 白刃の盃 - 主演・大喜多俊二
- 網走番外地 決斗零下30度 - 主演・橘真一
- あゝ同期の桜 - 剣持大尉 ※年度別日本映画の国内興行成績7位
- 昭和残侠伝 血染めの唐獅子 - 主演・花田秀次郎
- 網走番外地 悪への挑戦 - 主演・橘真一 ※年度別日本映画の国内興行成績10位
- 日本侠客伝 斬り込み - 主演・中村真三
- 侠客の掟 - 石神常治 ※特別出演
- 侠骨一代 - 伊吹竜馬
- 網走番外地 吹雪の斗争 - 主演・橘真一

1968年
- 日本侠客伝 絶縁状 - 主演・浜田勇吉
- 獄中の顔役 - 速水恭
- 荒野の渡世人 - 主演・ケン・カトウ
- 侠客列伝 - 大倉伊之助 ※年度別日本映画の国内興行成績7位
- 緋牡丹博徒 - 片桐直治 ※特別出演
- ごろつき - 主演・大場勇
- 人生劇場 飛車角と吉良常 - 宮川 ※年度別日本映画の国内興行成績10位
- 新 網走番外地 - 主演・末広勝治
- 博徒列伝 - 主演・富士上健吉 ※年度別日本映画の国内興行成績3位

1969年
- 緋牡丹博徒 花札勝負 - 花岡彰吾
- 昭和残侠伝 唐獅子仁義 - 主演・花田秀次郎
- 緋牡丹博徒 二代目襲名 - 矢代幸次
- 戦後最大の賭場 - 主演・本庄周三
- 懲役三兄弟 - 主演・陣野勇次郎
- 日本侠客伝 花と龍 - 主演・玉井金五郎 ※年度別日本映画の国内興行成績同率7位
- 日本女侠伝 侠客芸者 - 島田清吉
- 新網走番外地 流人岬の血斗 - 主演・末広勝治 ※年度別日本映画の国内興行成績同率7位
- 日本暗殺秘録 - 相沢三郎 ※年度別日本映画の国内興行成績9位
- 昭和残侠伝 人斬り唐獅子 - 主演・花田秀次郎
- 渡世人列伝 -  佃銀次郎
- 新網走番外地 さいはての流れ者 - 主演・末広勝治

1970年
- 日本女侠伝 真赤な度胸花 - 風見五郎
- 博徒一家 - 桜井良治
- 捨て身のならず者 - 主演・矢島
- 日本ダービー 勝負 - 主演・島崎清三郎
- 遊侠列伝 - 主演・川又辰五郎
- 新網走番外地 大森林の決斗 - 主演・末広勝治
- 昭和残侠伝 死んで貰います - 主演・花田秀次郎
- 最後の特攻隊 - 主演・矢代幸次
- 日本侠客伝 昇り龍 - 主演・玉井金五郎
- 新網走番外地 吹雪のはぐれ狼 - 主演・末広勝治

1971年
- 日本やくざ伝 総長への道 - 主演・不動竜太郎（前田一家代貸）
- 日本女侠伝 血斗乱れ花 - 吉岡幸次
- 日本侠客伝 刃 - 主演・鉄砲松吉
- ごろつき無宿 - 主演・武田勇
- 新網走番外地 嵐を呼ぶ知床岬 - 主演・末広勝治
- 昭和残侠伝 吼えろ唐獅子 - 主演・花田秀次郎
- 任侠列伝 男 - 主演・花川佐吉
- 新網走番外地 吹雪の大脱走 - 主演・末広勝治

1972年
- 関東緋桜一家 - 倉元信三
- 望郷子守唄 - 主演・田川正一
- 博奕打ち外伝 - 花井栄次（睦会宗家代貸）
- 新網走番外地 嵐呼ぶダンプ仁義 - 主演・末広勝治
- 昭和残侠伝 破れ傘 - 主演・花田秀次郎

1973年
- 山口組三代目 - 主演・田岡一雄
- 現代任侠史 - 主演・島谷良一
- ゴルゴ13 - 主演・デューク東郷 ※年度別日本映画の国内興行成績7位（『女囚さそり 701号怨み節』との併映）

1974年
- 三代目襲名 - 主演・田岡一雄 ※年度別日本映画の国内興行成績4位（2本立て）

1975年
- 日本任侠道 激突篇 - 主演・竜崎市蔵
- 大脱獄 - 主演・梢一郎
- 新幹線大爆破 - 主演・沖田哲男
- 神戸国際ギャング - 主演・団正人

#### 東映以外
（1976年独立以降の東映作品含む）
- カミカゼ野郎 真昼の決斗 （1966年、にんじんプロダクション / 國光影業） - 黒木史男
- 祇園祭 （1968年、日本映画復興協会） - 巽組代表
- 燃える戦場 （1970年、アソシエーツ & アルドリッチ・カンパニー / パロマー / ABCピクチャーズ） - 山口少佐
- 無宿 （1974年10月、勝プロ / 東宝） - 穴吹錠吉
- ザ・ヤクザ （1974年12月、ワーナー・ブラザース） - 主演・田中健
- 君よ憤怒の河を渉れ （1976年、永田プロ / 大映） - 主演・杜丘冬人※東映退社後第一作
- 八甲田山 （1977年6月、橋本プロ / 東宝 / シナノ企画） - 主演・徳島大尉 (第1大隊第2中隊長）※日本アカデミー賞 最優秀主演男優賞、ブルーリボン賞 主演男優賞 ※年度別日本映画の国内興行成績1位
- 幸福の黄色いハンカチ （1977年10月、松竹） - 主演・島勇作 ※日本アカデミー賞 最優秀主演男優賞、ブルーリボン賞 主演男優賞
- 冬の華 （1978年6月、東映） - 主演・加納秀次
- 野性の証明 （1978年10月、角川春樹事務所） - 主演・味沢岳史- ※年度別日本映画の日本興行成績1位
- 動乱 （1980年1月、東映 / シナノ企画） - 主演・宮城啓介- ※日本アカデミー賞 最優秀主演男優賞 ※年度別日本映画の国内興行成績10位
- 遙かなる山の呼び声 （1980年3月、松竹） - 主演・田島耕作 ※日本アカデミー賞 最優秀主演男優賞
- ちゃんばらグラフィティー 斬る! （1981年4月、東映） ※出演場面の抜粋
- 駅 STATION （1981年11月、東宝） - 主演・三上英次- ※日本アカデミー賞 最優秀主演男優賞 ※年度別日本映画の国内興行成績7位
- 刑事物語 （1982年4月、キネマ旬報）  - 三上英次刑事 ※クレジットなし、友情出演
- 海峡 （1982年10月、東宝） - 主演・阿久津剛 ※東宝創立50周年記念作品、文部省特選
- 南極物語 （1983年7月、フジテレビジョン / 学習研究社 / 蔵原プロダクション） - 主演・潮田暁 ※年度別日本映画の国内興行成績1位
- 居酒屋兆治 （1983年11月、田中プロ） - 主演・兆治 （藤野英治）
- 夜叉 （1985年、東宝 / グループ・エンカウンター） - 主演・北原修治
- 海へ 〜See you〜 （1988年、ニュー・センチュリー・プロデューサーズ） - 主演・本間英次
- ブラック・レイン （1989年10月、パラマウント映画） - 松本正博警部補 ※年度別外国映画の国内興行成績5位
- あ・うん （1989年11月、東宝 / フィルムフェイス） - 主演・門倉修造 ※日本アカデミー賞 優秀主演男優賞
- ミスター・ベースボール （1993年、ユニバーサル映画） - 内山監督
- 四十七人の刺客 （1994年、東宝 / 日本テレビ放送網 / サントリー） - 主演・大石内蔵助 ※日本アカデミー賞 優秀主演男優賞
- 鉄道員（ぽっぽや） （1999年、「鉄道員」製作委員会） - 主演・佐藤乙松 - ※年度別日本映画の国内興行成績3位 ※日本アカデミー賞 最優秀主演男優賞、ブルーリボン賞 主演男優賞
- ホタル （2001年、「ホタル」製作委員会） - 主演・山岡秀治 ※年度別日本映画の国内興行成績9位
- 単騎、千里を走る。 （2005年、北京新画面影業 / 張芸謀電影工作室 / 東宝） - 主演・高田剛一 ※2007年度サンディエゴ映画批評家協会 主演男優賞
- あなたへ （2012年、東宝） - 主演・倉島英二 ※遺作、第37回2012年報知映画賞 主演男優賞、第25回2012年日刊スポーツ映画大賞 主演男優賞

### ドラマ
テレビドラマ
- ぼんぼん頑張る （1956年、KRテレビ）
- 金曜ドラマ /  あにき （1977年、TBS系） - 主演・神山栄次
- 土曜ドラマ（NHK総合）
  - チロルの挽歌 （1992年） - 主演・立石実郎 ※第29回ギャラクシー賞 奨励賞
  - 刑事 蛇に横切られる （1995年） - 主演・秋庭実

- 金曜エンタテイメント / これから 海辺の旅人たち （1993年、フジテレビ） - 主演・津田武彦 ※日本民間放送連盟賞テレビドラマ部門 最優秀賞受賞

ラジオドラマ
- 羆嵐 （1980年、TBSラジオ） - 主演・山岡銀四郎※放送文化基金賞 第7回ドラマ番組部門奨励賞

### ドキュメンタリー
- 金曜スペシャル「決定版 これが高倉健だ！」(1971年3月12日、東京12チャンネル)
- むかし男ありけり （1984年、RKB毎日放送） - 檀一雄の足跡を高倉が案内 ※同年芸術祭 (文化庁) テレビドキュメンタリーの部 優秀賞受賞
- 高倉健　旅の途中で… （1996年 - 2000年、ニッポン放送）※ギャラクシー賞（第34回奨励賞）、放送文化基金賞（第25回企画賞）
- NHKスペシャル「高倉健が出会った中国」 （2005年11月19日、NHK総合） - 映画「単騎、千里を走る。」撮影時のドキュメンタリー
- プロフェッショナル 仕事の流儀 「高倉健スペシャル」 （2012年9月8日、NHK総合）
  - 『あなたへ』撮影現場への長期密着
- プロフェッショナル 仕事の流儀 「高倉健インタビュースペシャル」 （2012年9月10日、NHK総合）
  - ロングインタビューと共演者の証言で構成
- 昭和偉人伝（2016年3月9日、BS朝日）
- 健さん（2016年、劇場公開映画）

### CM
- アサヒビール （1971年 - 1972年） ※CM初出演。「飲んで貰います」のコピーが使用された。ちなみに高倉は下戸である。
- レナウン 「シンプル・ライフ」（1978年 - 1983年）
- 三菱自動車工業 「三菱・ギャランΣ2代目・3代目」（1980年 - 1985年）
- 日本生命保険 「ロングラン」（1984年 - 1988年） ※「不器用ですから」はこのCMの台詞が元。
- ネッスル日本 「ネスカフェ・ゴールドブレンド」（1986年 - 1987年）
- JRA （1992年 - 1993年） ※裕木奈江と共演。
- 富士通 FMV （1994年 - 2000年） ※倍賞千恵子と共演していたが、1999年から田中麗奈と共演。
- ラーク （1996年 - 1997年）
- ポッカコーポレーション 「Mr.Coffee」（1997年）
- キリンホールディングス
  - キリンビバレッジ 「生茶」（2000年） ※永作博美と共演。
  - キリンビール 「キリンクラシックラガー」（2001年 - 2004年）
- 永谷園 「お茶づけ海苔篇」「ひたむきに歩く篇」（2012年） ※「お茶漬け海苔」発売60周年を記念したCM[188][注釈 13][出典無効]
- 健康家族[189]（2014年）[190][注釈 14]

### 追悼番組
- 徹子の部屋「追悼・高倉健さん」 （2014年11月19日、テレビ朝日）[191]
- 緊急追悼特番 高倉健さん83歳逝く 不器用な男の銀幕伝説 （2014年11月21日、フジテレビ）
- 高倉健さん追悼特別番組 映画「南極物語」 （2014年11月21日、フジテレビ）

## ディスコグラフィ

### シングル
- その灯を消すな （1958年8月）[192]
- 野暮は言うなよ （1959年）
- 愛のブルース （1959年） ※作詞と作曲は江利チエミ
- 網走番外地 （1965年）
- 男の裏町 （1965年）
- 横顔 （1965年） ※B面「男の裏町」
- 男涙の雨が降る （1965年） ※B面「唐獅子牡丹」
- 男の誓い （1965年）
- 唐獅子牡丹 （1966年）
- 霧の波止場 （1966年）
- 男なら / 泣かせるぜ （1966年）
- 男ごころ （1968年）
- 望郷子守唄 （1971年） ※日本コロムビアの洋楽規格「L盤」としてリリース
- はぐれ旅 （1975年）
- 朝顔の詩 （1976年）
- 男の忘れもの （1979年）
- 日本海 （1979年）
- 時代おくれの酒場 （1983年、キャニオン、7A0339） -　東宝映画「居酒屋兆治」主題歌。B面「幸せという奴は」（詩 朗読）
- 挽歌 （1990年） ※八代亜紀とデュエット。1991年に三菱ふそう・ファイターのCMで流された。
- あの人に似ている （1994年） 裕木奈江とデュエット。作詞と作曲はさだまさしと中島みゆき
- 約束 （1995年）
- 旅人 （1996年）
- 南極のペンギン 曲：宇崎竜童、集英社 ※CD

## 著書・参考文献・ウェブサイト
- 『あなたに褒められたくて』集英社〈集英社文庫〉、1993年。ISBN 4-08-748066-6。（1991年）、（1993年） ※1993年の「第13回日本文芸大賞」エッセイ賞を受賞[193]。2008年6月28日に『南の文芸館』（NHKラジオ第1、九州・沖縄ローカル）でこの書籍から3作が朗読された。
- 『南極のペンギン』集英社（2001年）、集英社文庫（2003年） ※絵本。「自身の体験を子どもたちへ伝え、エールを送る」とのコンセプトで制作された[194]。絵を担当したのは唐仁原教久。
- 『旅の途中で』 新潮社 （2003年）、新潮文庫（2006年）
- 『想 俳優生活五〇年』今津勝幸撮影 集英社（2006年）、ISBN 4-08-747644-8 ※フォトエッセイ
- 『高倉健インタヴューズ』野地秩嘉文・構成 プレジデント社 2012 のち小学館文庫
- 日刊スポーツ文化社会部 相原斎と日刊スポーツ特別取材班『健さんを探して 最後の銀幕スターの秘密』青志社、2015年6月9日。ISBN 978-4-86590-007-1。
- 『私の八月十五日』今人舎（2015年）ISBN 4905530377。桂歌丸や村山富市と共に自身の経験が綴られている。教育機関専用に音声ガイドペン付きが700部ほど製版され、高倉健が音読した音声が収録されている。（この音声を録音したのは亡くなる直前でほとんど知られていないが実はこれが真の遺作なのである）
- 山本哲士『高倉健・藤純子の任侠映画と日本情念：憤怒と情愛の美学』文化科学高等研究院出版局、2015年。
- 『少年時代』唐仁原教久画 集英社 2016
- 森功『高倉健 七つの顔を隠し続けた男』講談社、2017年。ISBN 978-4-06-220551-1。